# Fakulteta za elektrotehniko, računalništvo in informatiko v Mariboru
Fakulteta za elektrotehniko, računalništvo in informatiko (kratica FERI) je znanstveno izobraževalna ustanova v sklopu Univerze v Mariboru.
Trenutni dekan je prof. dr. Gorazd Štumberger.

## Poslanstvo FERI
Glavni nalogi FERI sta ustvarjanje novega znanja (raziskovalna dejavnost) in prenos znanja v okolje (pedagoško delo). Na fakulteti deluje tudi društvo študentov FERI (DŠFERI), ki prireja brucovanja ter razne druge dejavnosti na šoli, z letom 2005 se je tudi obudila fakultetna revija Abakus.

## Zgodovina
Začetek študija elektrotehnike v Mariboru je bil spomladi 1960. Pobuda je prišla iz gospodarstva. Prvo ime predhodnika današnjega FERI je bilo »Višja tehniška šola«. Čez dobro desetletje je višja šola, natančneje leta 1973, prerasla v »Visoko  tehniško šolo«. Naslednji mejnik v razvoju je ustanovitev »Tehniške fakultete«. To se je zgodilo leta 1985. Leta 1995 se je Tehniška fakulteta razdelila na štiri. Med novo nastalimi fakultetami je tudi Fakulteta za elektrotehniko, računalništvo in informatiko (FERI).

## Dodiplomski študijski programi
V okviru dodiplomskega študija poteka izobraževanje na visokošolskem strokovnem študijo ter na univerzitetnem študiju.

Visokošolski strokovni študijski programi in smeri:
- Elektrotehnika
  - Avtomatika
  - Elektronika
  - Močnostna elektrotehnika
- Računalništvo in informacijske tehnologije
- Informatika in tehnologije komuniciranja

Univerzitetni študijski programi in smeri:
- Elektrotehnika
  - Avtomatika
  - Elektronika
  - Močnostna elektrotehnika
  - Mehatronika
- Telekomunikacije
- Računalništvo in informacijske tehnologije
- Informatika in tehnologije komuniciranja
- Medijske komunikacije
  - Vizualna komunikacija
  - Medijska produkcija

V sodelovanju z Ekonomsko-poslovno fakulteto v Mariboru se izvaja tudi interdisciplinarni univerzitetni študijski program Gospodarsko inženirstvo, smer elektrotehnika.
Novi bolonjski programi:
- Univerzitetni študijski program Elektrotehnika
- Univerzitetni študijski program Računalništvo in informacijske tehnologije
- Univerzitetni študijski program Informatika in tehnologije komuniciranja
- Univerzitetni študijski program Telekomunikacije
- Univerzitetni študijski program Medijske komunikacije
- Interdisciplinarni univerzitetni študijski program Gospodarsko inženirstvo – smer Elektrotehnika
- Interdisciplinarni univerzitetni študijski program Mehatronika
- Visokošolski strokovni študijski program Elektrotehnika
- Visokošolski strokovni študijski program Računalništvo in informacijske tehnologije
- Visokošolski strokovni študijski program Informatika in tehnologije komuniciranja

## Podiplomski študijski programi
V okviru podiplomskega študija so na voljo naslednji programi:
- Elektrotehnika
- Elektronska vakuumska tehnologija
- Računalništvo in informatika
- Medijske komunikacije

## Organiziranost fakultete
V sklopu fakultete deluje 8 inštitutov s svojimi laboratoriji:
- Inštitut za avtomatiko
  - Laboratorij za sisteme in vodenje
  - Laboratorij za procesno avtomatizacijo
  - Laboratorij za obdelavo signalov in daljinska vodenja
  - Laboratorij za meritve
  - Laboratorij za elektro-optične in senzorske sisteme
- Inštitut za elektroniko in telekomunikacije
  - Laboratorij za digitalne in informacijske sisteme
  - Laboratorij za elektronske sisteme
  - Laboratorij za mikroračunalniške sisteme
  - Laboratorij za digitalno procesiranje signalov
- Inštitut za močnostno elektrotehniko
  - Laboratorij za električne stroje
  - Laboratorij za energetiko
  - Laboratorij za vodenje elektromehanskih sistemov
  - Laboratorij za osnove in teorijo v elektrotehniki
  - Laboratorij za aplikativno elektromagnetiko
- Inštitut za robotiko
  - Laboratorij za energetsko elektroniko
  - Laboratorij za industrijsko robotiko
  - Laboratorij za kinematiko in simulacije
- Inštitut za matematiko in fiziko
  - Laboratorij za uporabno matematiko
- Inštitut za računalništvo
  - Laboratorij za računalniško grafiko in umetno inteligenco
  - Laboratorij za računalniške arhitekture in jezike
  - Laboratorij za načrtovanje sistemov
  - Laboratorij za sistemsko programsko opremo
  - Laboratorij za heterogene računalniške sisteme
  - Laboratorij za geometrijsko modeliranje in algoritme multimedije
  - Laboratorij za programirne metodologije
- Inštitut za informatiko
  - Laboratorij za informacijske sisteme
  - Laboratorij za podatkovne tehnologije
  - Laboratorij za računalniško posredovano komunikacijo
  - Laboratorij za sisteme v realnem času
- Inštitut za medijske komunikacije